# يو إف سي ليلة القتال: كونديت ضد ألفيس
يو إف سي ليلة القتال: كونديت ضد ألفيس (بالإنجليزية: UFC Fight Night: Condit vs. Alves)‏ هو حدث لفنون القتال المختلطة نظمته يو إف سي، أُقيم في 30 مايو 2015، على غويانيا أرينا في غويانيا، البرازيل.